# Acacia rubricaulis
Acacia rubricaulis é uma espécie de leguminosa do gênero Acacia, pertencente à família Fabaceae.